# فلاديسلاف سكلودوفسكي
فلاديسلاف سكلودوفسكي (20 أكتوبر 1832 - 14 ماي 1902) (بالبولندية: Władysław Skłodowski)‏ مدرس وعالم أحياء ومترجم بولندي.

## مسيرته
ولد عام 1832، وهو ابن جوزيف سكلودوفسكي وسالوميا ني ساجيتنسكي. درس في مدينة سيدلس، وفي عام 1852 حصل على درجة مرشح في الفيزياء والرياضيات في جامعة سانت بطرسبرغ الحكومية. كان يعمل مُدرسا في مدارس وارسو، وفي عام 1867 تمت ترقيته إلى قيادة مدرسة ثانوية صغيرة، شغل هذا المنصب حتى عام 1873. في عام 1887 تقاعد، وبعد ذلك بعام أصبح مدير دار الإصلاح في مدينة Studzieniec وأدارها حتى عام 1890. توفي في 14 مايو 1902.
نشر سكلودوفسكي في أسبوعيتي (Wszechświat) و(Dziennik Powszechny)، كما ترجم إلى البولندية أعمال تشارلز ديكنز وإيفان تورغينيف وهنري وادزورث لونغفيلو. ألّف سكلودوفسكي كتابا في علم الحيوان وأكثر من 30 إدخالات في مجال علم النبات للموسوعة العالمية لصموئيل أورغيلبراند.
تزوج من ماريانا برونيسلاوا بوغسكا عام 1860، وأنجب معها خمسة أطفال: زوفيا، جوزيف، برونيسلافا ديلوسكا، هيلينا، ماري كوري.
دفن في مقبرة الأسرة في مقبرة بوزاكي في وارسو.